# Janusz Patrzykont
Janusz Patrzykont, né le 9 mai 1912, à Golina, en Pologne et décédé le 9 décembre 1982, à Poznań, en Pologne est un ancien joueur polonais de basket-ball.